# An American Citizen

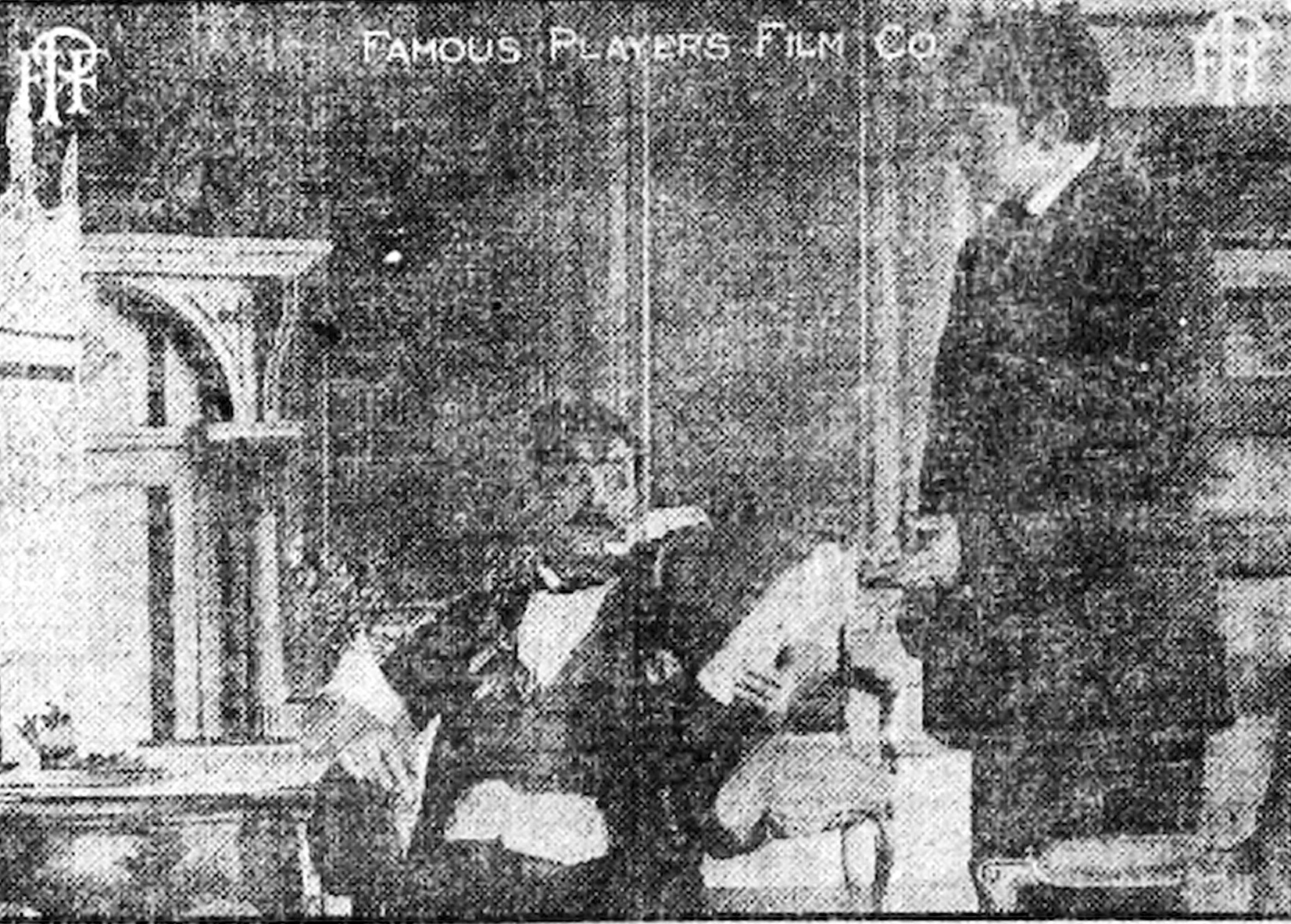
Photo du film parue dans une journal (John Barrymore).

An American Citizen est un film américain réalisé par J. Searle Dawley et sorti en 1914.

## Synopsis
Deux hommes d'affaires américains, Beresford Cruger et Peter Barbury, font faillite et sont accusés de détournement de fonds. Leur partenaire, Egerton Brown, prend la fuite avec 80 000 dollars appartenant à un client. Heureusement, Beresford Cruger apprend qu'il doit hériter de la fortune d'un oncle britannique, mais il lui faudra d'abord épouser une Anglaise. Il hésite à renoncer à sa citoyenneté américaine jusqu'à ce qu'une cousine britannique, Beatrice Carewe, qui a été déshéritée, lui propose un arrangement. Après bien des péripéties, Beatrice et Beresford tombent amoureux, Beresford retrouve le chemin de la fortune et trouve le moyen de conserver sa citoyenneté américaine.

## Fiche technique
- Titre : An American Citizen
- Réalisation : J. Searle Dawley
- Scénario : J. Searle Dawley et Madeleine Lucette Ryley
- Pays d'origine : États-Unis
- Format : Noir et blanc - 1,33:1 - Film muet
- Genre : Comédie
- Date de sortie : 1914

## Distribution
- John Barrymore : Beresford Kruger
- Evelyn Moore : Beatrice Carewe
- Peter Lang : Peter Barbury
- Hal Clarendon : Egerton Brown
- Mrs. M.S. Smith : Carola Chapin
- Ethel West : Georgia Chapin
- Howard Missimer : Sir Humphrey Bunn